# Edwardsia clavata
Espèce
Edwardsia clavata est une espèce de la famille des Edwardsiidae.

## Systématique
Le nom valide complet (avec auteur) de ce taxon est Edwardsia clavata (Rathke, 1843).
Le protonyme de ce taxon est : Actinia (Isacmaea) clavata Rathke, 1843
Edwardsia clavata a pour synonyme :
- Actinia (Isacmaea) clavata Rathke, 1843

## Publication originale
- Stimpson, W. (1855). Descriptions of some of the new Marine Invertebrata from the Chinese and Japanese Seas. Proceedings of the Academy of Natural Sciences, Philadelphia. 7(10): 375-384. lire